# إيسي ليه مولينو
إيسي ليه مولينو هي بلدية في منطقة الضواحي الجنوبية الغربية من باريس، فرنسا، تقع على الضفة اليسرى لنهر السين.إنه أحد مداخل باريس ويقع في 6.6 كيلومتر (4.1 ميل)من كنيسة نوتردام، والتي تعتبر كيلومترًا صفرًا من فرنسا.في 1 يناير 2010، أصبحت إيسي ليه مولينو جزءًا من مجتمع تكتل جراند باريس سين ويست الذي اندمج فيمتروبوليس باريس الكبرى في يناير 2016.
نجحت إيسي ليه مولينو في نقل اقتصادها من قاعدة تصنيعية قديمة إلى قطاعات خدمات ذات قيمة مضافة عالية، وتقع في قلب منطقة وادي السين التجارية، وهي أكبر مجموعة من شركات الاتصالات والإعلام في فرنسا التي تستضيف المقر الرئيسي لمعظم شبكات التلفزيون الفرنسية الكبرى.

## اسم
في الأصل، كان يُطلق على إيسي ليه مولينو ببساطة اسم إيسي. يأتي اسم إيسي من اسم إيسياكوم اللاتيني في العصور الوسطى أو إيسياكوم، وربما يعني "ملكية ايزيتوش (أو اكيوس)"وهو مالك أرض غالو روماني، على الرغم من أن البعض يعتقد أن الاسم يأتي من معنى راديكالي سلتيك "تحت الخشب"تذكر الأسطورة المحلية التي تم سردها على الموقع الرسمي للمدينة أصلًا بديلًا للاسم الذي نشأ من معبد للإلهة المصرية إيزيس قيل إنه يقع تحت موقع كنيسة القديس ستيفن.
في عام 1893 أصبح إيسي رسميًا إيسي ليه مولينو. كان ليه مولينو هو اسم قرية صغيرة على أراضي البلدية، سميت على ما يبدو ليه مولينو بسبب طواحين الهواءالتي وقفت هناك.

## التاريخ
كانت المدينة ذات يوم موقع شاتو ذي إيسي، التي دمرت في عام 1871، المنزل السابق لأمراء كونتي. في 1 يناير 1860 تم توسيع مدينة باريس بضم الكوميونات المجاورة. في تلك المناسبة، تم ضم حوالي ثلث بلدية إيسي ليه مولينو إلى باريس، وتشكل الآن حي جافيل، في الدائرة الخامسة عشرة من باريس.
إيسي ليه مولينو هي موطن لمجتمع من 5000 أرمني استقروا في المنطقة منذ الثلاثينيات. يوجد في المجتمع كنيستان أرمنيتان، ونادي رياضي، ومدرسة، ونصب تذكاري للإبادة الجماعية للأرمن، وشارع سمي على اسم أرمينيا شارع أرميني،وشارع ديريفان الذي سمي على اسم عاصمة أرمينيا يريفان. أصبحت إيسي-لي-مولينو مدينتين توأمتين مع إشميادزين، أرمينيا في ديسمبر1989.

## مطار

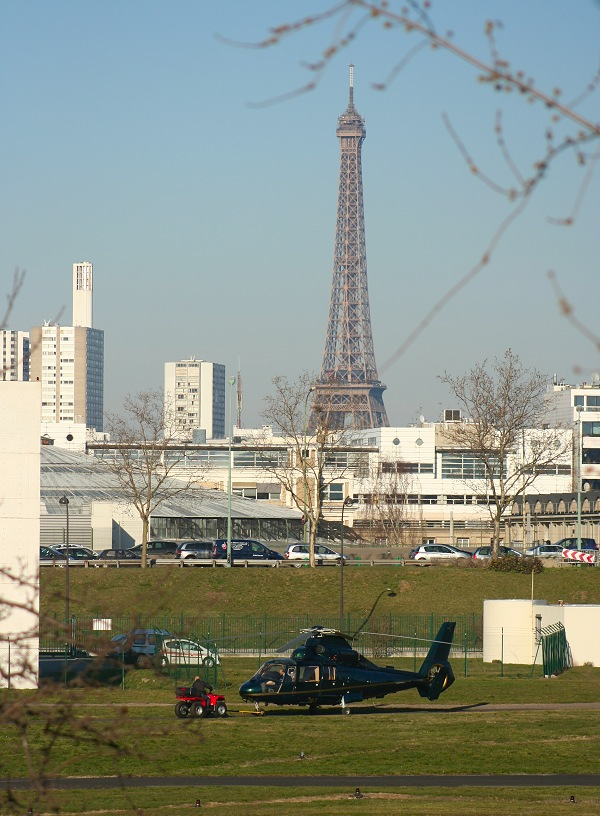
طائرة من طراز Eurocopter AS365 Dauphin تقلع من مهبط طائرات الهليكوبتر وخلفها برج إيفل.

في أواخر القرن التاسع عشر، تم تخصيص مجال واسع في إيسي للتدريبات العسكرية. هذه الأرض، التي يملكها الجيش الفرنسي، تم تحويلها إلى مطار في القرن العشرين خلال عصر الطيران الرائد. سرعان ما أصبحت ايسي ليه مولينو نقطة ساخنة للطيران في فرنسا، وأكثر المطارات نشاطًا في باريس، وموقعًا للعديد من تجارب الطيران.وتجمع هناك مصورون ومراسلي صحف وعملاء استخبارات من دول أخرى للإبلاغ عن التطورات.
كان مطار إيسي ليه مولينو نقطة البداية لسباق 1911 من باريس إلى مدريد.اصطدمت إحدى الطائرتين المتنافستين بالجمهور أثناء الإقلاع، مما أسفر عن مقتل وزير الحرب الفرنسي هنري موريس بيرتو.استضافت أحداث إطلاق الفخ في دورة الألعاب الأولمبية الصيفية لعام 1924 .
شركة طائرات لي فرير فويسان للطيران، أول مصنع للطائرات التجارية في العالم (1908) والذي كان يقع في البداية في بولوني بيلانكور،[بحاجة لمصدر] حولت نفسها إلى شركة تصنيع سيارات فاخرة اسمها الطائرات المجاورة في عام 1920.تم بعد ذلك نقل معظم منشآت التصنيع في فويسين في ايسي ليه مولينو المجاورة.أغلقت الطائرات المجاورة أبوابها في عام 1940.
حدثت آخر رحلة جوية ثابتة الجناحين في عام 1953، وبعد ذلك تعامل المطار مع المروحيات فقط؛ وتواصل القيام بذلك، برمز منظمة الطيران المدني الدولي ال اف بي أي. يتم تشغيله من قبل مطارات باريس.

## الإدارة
منذ إعادة تنظيم الكانتون الفرنسي التي دخلت حيز التنفيذ في مارس 2015، شكلت إيسي كانتونًا واحدًا: كانتون إيسي ليه مولينو.
رؤساء بلديات إيسي ليه مولينو:
•1903–1908: أوغست جيرفيه
•1908-1911: هنري ماير
• 1911-1919: ليون فيكتور كليمان
•1919-1922: جوستين أودين
• فبراير - مايو 1923: سانت مارتن (وفد خاص)
•مايو- أكتوبر 1923: يوجين ديمارن
•1923-1935: جوستين أودين
• 1935-1939: فيكتور كريسون
•1945-1949: فرناند ميليت
• 1949–1953: جاك مادول
• مايو- يوليو 1953: فرناند ميليت
• 1953–1973: بونافنتور ليكا
• 1973-1980: ريمون ميناند
• 1980 إلى الوقت الحاضر: أندريه سانتيني

## الاقتصاد
يوروسبورت،  مجموعة كانال + ، كوكاكولا فرنسا، فرنسا 24  مايكروسوفت فرنسا وأوروبا سوديكسو، إيكاد وتكنيكولور إس إيه مقرها في إيسي ليه مولينو.

## المواصلات
تخدم إيسي ليه مولينو من قبل محطتين على كورينتين سيلتون خط مترو باريس 12 وماري دي إيسي، محطتان على خط باريس ار إي ار: إيسي فال دي سين وايسي وثلاث محطات على خط ترام إيل دو فرانس 2 : ليس مولينو، جاك هنري لارتيج وإيسي فال دي سين. خطوط حافلات ار أي تي بي المتعددة لها محطات أو محطة وصول / مغادرة في المدينة.
متعددة فيليبو اوتليد" محطات تسمح المشتركين من هذه الخدمات الدراجات حصة أو السيارات الكهربائية.
كان هناك أيضًا مشروع تلفريك ، تم التخلي عنه في فبراير 2008.

## التعليم
يوجد في البلدية 17 دار حضانة عامة، 16 مدرسة ابتدائية عامة. أربع مدارس إعدادية عامة ومدرسة ثانوية عامة واحدة  وثلاث مدارس خاصة.
المدارس الإعدادية:
- كوليج دي لا بيك
- كوليج هنري ماتيس
- كوليج جورج ماندل
- كوليج فيكتور هوغو

ليسيه يوجين ايونسكو هي المدرسة الثانوية العامة في المجتمع.
مدارس خاصة:
- مجموعة مدارس قاعة القديس نقولا
- (المدرسة الإعدادية والثانوية)
- مدرسة ارميني «تاركمانتشاتز»(حضانة ومدرسة ابتدائية) - مدرسة أرمنية
- مدرسة سانت كلوتيلد (المدرسة التمهيدية والمدرسة الابتدائية)

## شخصيات
- ميكائيل بريسيت، لاعب كرة قدم
- بيتر ليو جيريتي، رئيس أساقفة الروم الكاثوليك (19 يوليو 1912-20 سبتمبر 2016)
- كريستيل ديالو، لاعب كرة سلة
- رحفي كيفويتي، لاعب كرة قدم
- جان جانسم، رسام
- ليلى بختي، ممثلة
- علي مغني راب
- روبرت شاربنتير، دراج
- مانو لارسينيت، كاتب كاريكاتير
- جيل فينسينت (مواليد 1958)، كاتب

## المدن التوأم - المدن الشقيقة
إيسي-ليه-مولينو توأمة مع:
- فايدن إن در أوبربفالز، ألمانيا

, since 1954
- Frameries, بلجيكا، since 1979
- ماشيراتا، إيطاليا، since 1982
- هاونزلو، لندن، since 1982
- داباونق، طوكيو، since 1989
- فاغارشابات، ارمينيا، since 1989
- بوزويلو دي الاركون، اسبانيا، since 1990
- نهاريا، إسرائيل، since 1994
- دونغتشنغ، الصين، since 1998
- ليشان، China
- Guro District, Seoul, كوريا الجنوبية، since 2005
- ايشيكاوا، اليابان
- حي جلفا، إيران

## مواقع الاهتمام
- إيل سان جيرمان، جزيرة تقع في نهر السين.تنقسم الجزيرة إلى قسمين، اللجانب الحضري يشمل المكاتب ومنطقة سكنية.يضم الجانب الآخر حديقة بها شخصيات تور (برج الشخصيات)لجين دوبوفيه ايل سيجوين هو المصب.
- المتحف الفرنسي لبطاقة اللعب، متحف ورق اللعب

## صالة عرض

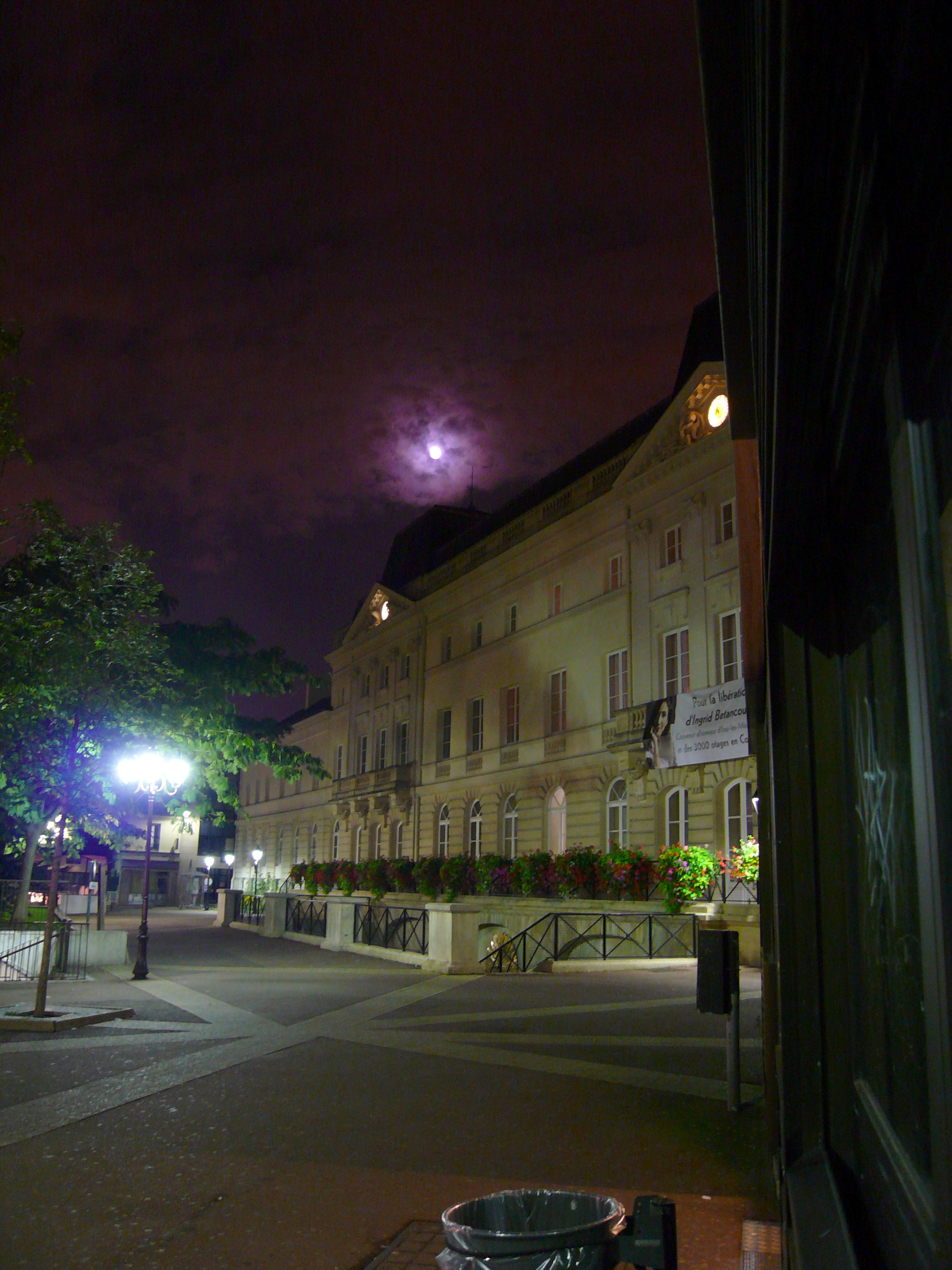
قاعة مدينة إيسي ليه مولينو(مايري دي ايسي .
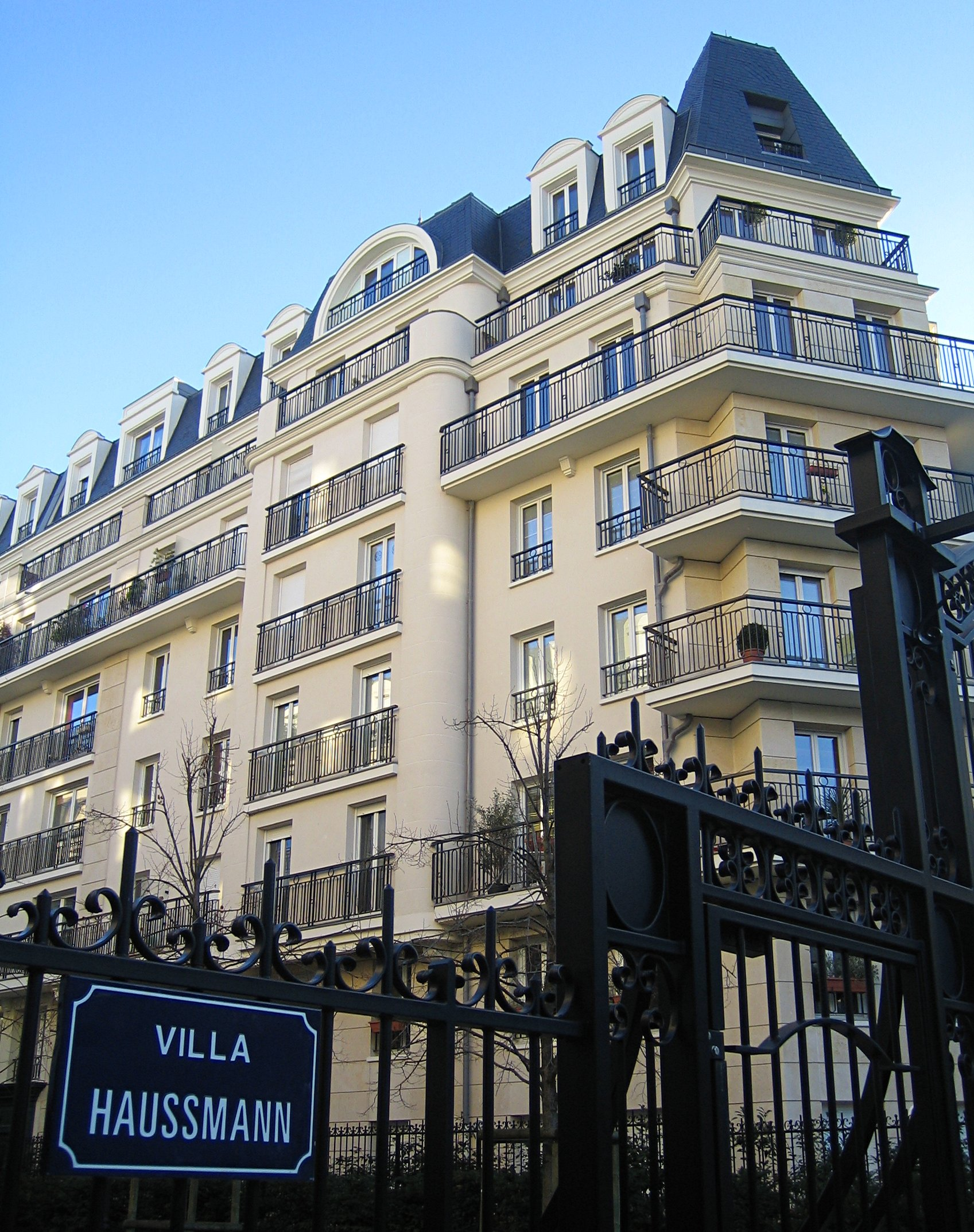
فيلا هوسمان (نسخة حديثة من العمارة على طراز جورج أوجين هوسمان ) في إيسي ليه مولينو.
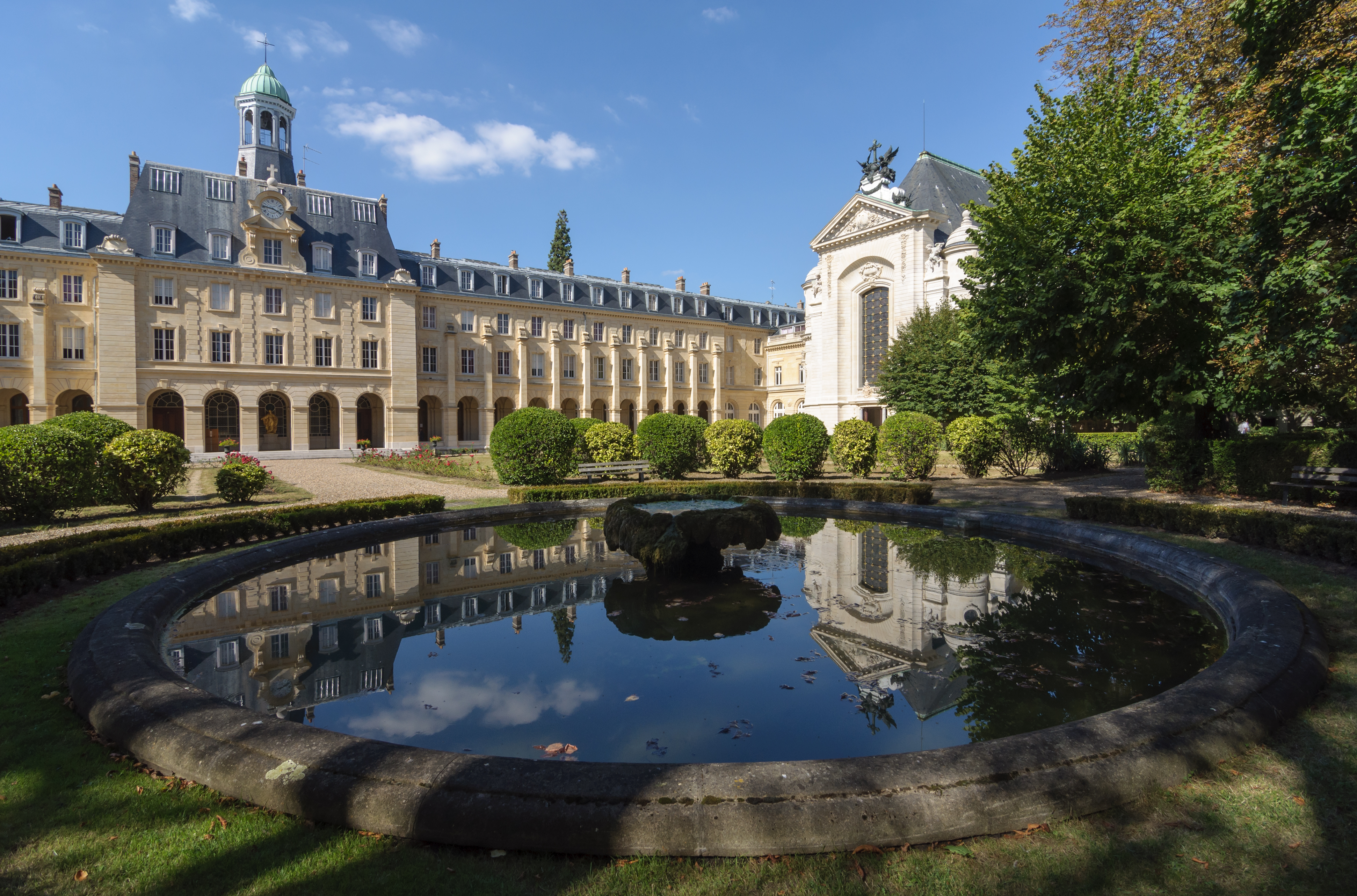
مدرسة سان سولبيس ، بين محطتي مترو كورينتين سيلتون و مايري دي ايسي.
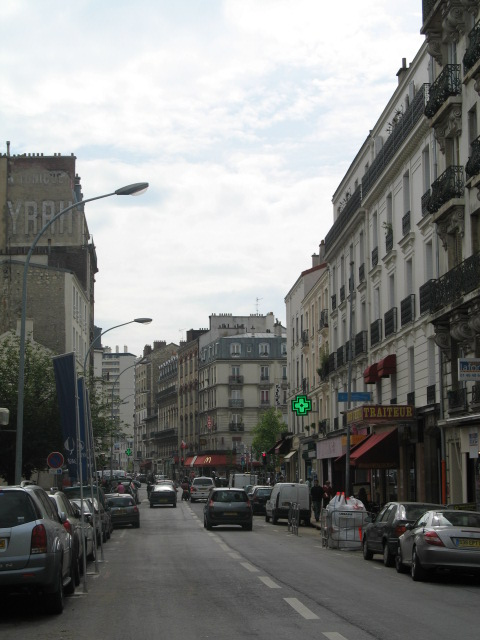
شارع إرنست رينان في ايسي ليه مولينو ، بالقرب من محطة مترو كورينتين سيلتون.
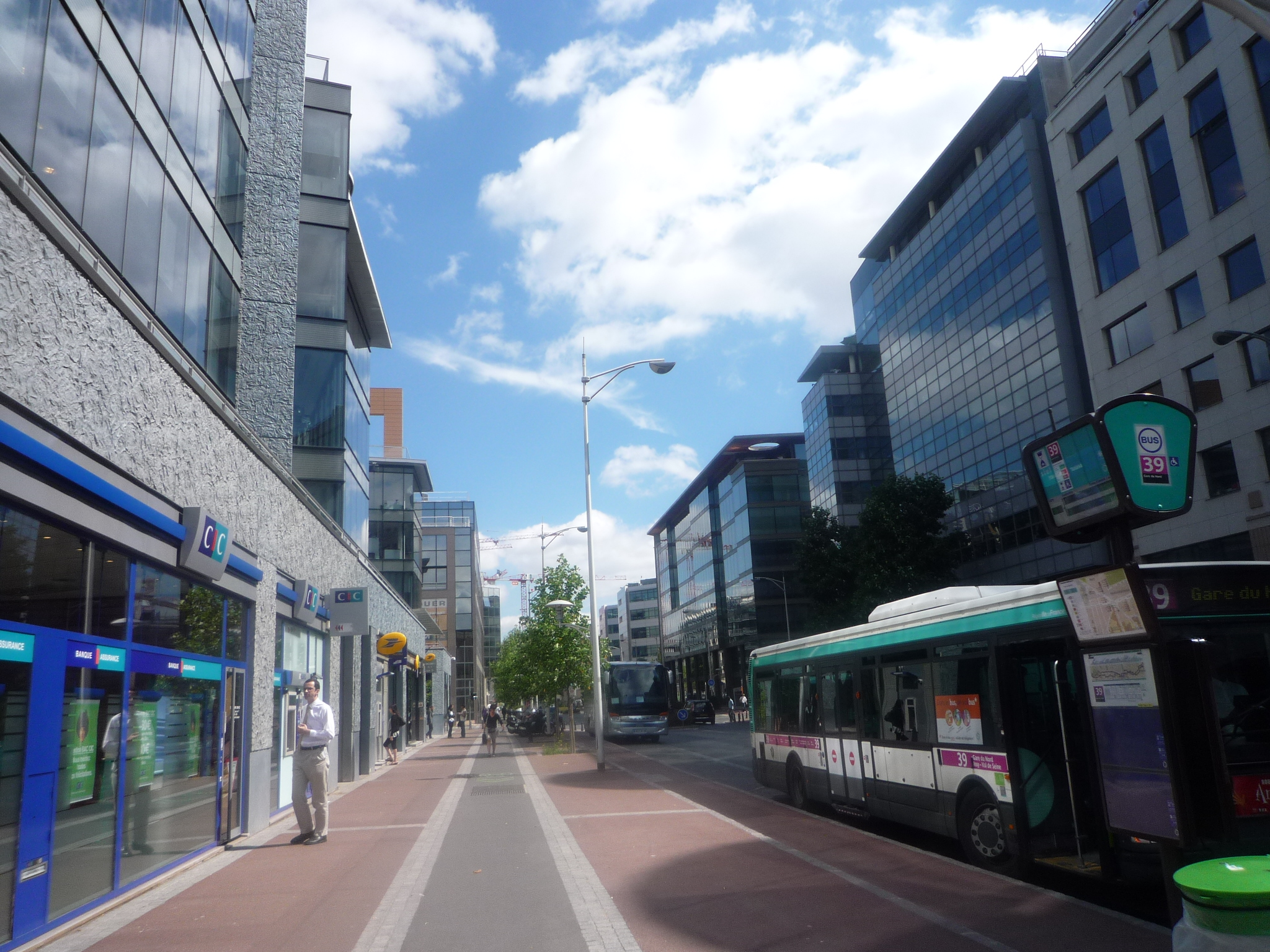
منطقة إيسي فال دي سين التجارية.
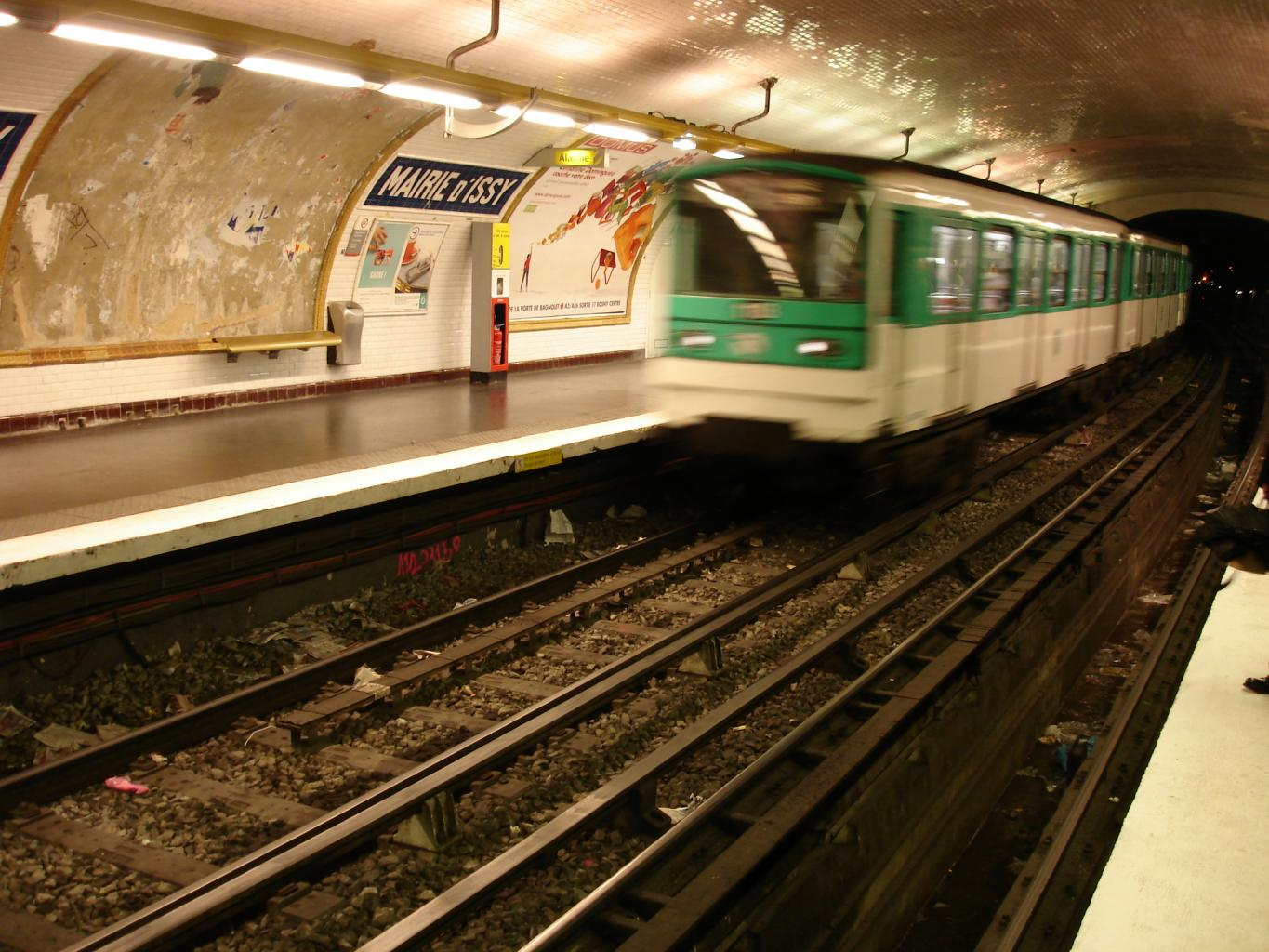
محطة مترو ميري دي إيسي ( خط 12 ).

## روابط خارجية
- قاعة مدينة إيسي
- مكتب ايسي للسياحة
- ايسي تي في